# Veliki četvrtak
Veliki četvrtak  je peti dan u Velikom tjednu i prvi dan Vazmena trodnevlja koji slavi spomen na posljednju večeru Isusa Krista s apostolima, kako je opisana u kanonskim evanđeljima. Prethodi joj Velika srijeda, a slijedi ju Veliki petak. 
Velikim četvrtkom započinje Vazmeno trodnevlje, razdoblje u kojemu se slavi Isusova muka, smrt i uskrsnuće. Misa večere Gospodnje obično se slavi navečer, kada počinje petak prema židovskoj tradiciji, jer se Posljednja večera održavala na blagdan Pashe, prema trima sinoptičkim evanđeljima. Na Veliki četvrtak ujutro biskupi sa svim svećenicima iz svojih biskupija slave Misu posvete ulja (Missa chrismatis) na kojoj se posvećuje krizma (ulje za svetu potvrdu) te blagoslivlja ulje za bolesničko pomazanje i katekumene. Veliki četvrtak uvijek dolazi između 19. ožujka i 22. travnja.

## Liturgijsko slavlje
- Uvodni obredi: ulazna pjesma i pozdrav, pokajnički čin, Gloria i zborna molitva
- Služba riječi: tri čitanja i propovijed
- Pranje nogu: ponegdje
- Euharistijska služba: priprava darova, euharistijska molitva i pričest
- Prijenos Svetotajstva
- Getsemanska ura: sat vremena šutnje i klanjanja pred Presvetim Sakramentom

Dok se pjeva Slava, na svim crkvama zvone sva zvona. Nakon toga se gase sve do Slave na Veliku Subotu.

## Getsemanska ura
Kako svjedoči Evanđelje, Isus se poslije večere s učenicima uputio u Getsemanski
vrt. Tamo ga je oblijevao krvav znoj dok se molio. Stoga vjernici kao uspomenu 
na ovo Isusovu molitvu provode uru klanjanja u svojim crkvama. Sam je Isus zapitao 
svoje učenike: "Niste li mogli probdjeti barem jednu uru moleći sa mnom?"

## Pobožnosti
Sveti Filip Neri ustanovio je u Rimu pobožnost sedam crkava, koja se obdržava u pojedinim dijelovima svijeta, a čini ju pohod sedmerim crkvama uz molitvu i razmatranje događaja iz Kristove muke.

## Tradicije
U dijelovima Hercegovine veliki četvrtak se naziva i „zeljavi četvrtak” jer se u svakoj obitelji kuha i jede zelje.

### Članci
- Jurilj, Zorica. 2018. Korizma i uskrs u Hercegovačkoj crkveno-pučkoj baštini. Ethnologica Dalmatica. Etnografski muzej Split. Zagreb. 25: 5–35

## Vanjske poveznice

### Sestrinski projekti
|  | Zajednički poslužitelj ima još gradiva o temi Veliki četvrtak |

| Portal:Kršćanstvo | Portal: Kršćanstvo |